# Unicorn (T. Rex)
| Recensione              | Giudizio    |
| ----------------------- | ----------- |
| AllMusic                | [ 2 ]       |
| Sputnikmusic            | 3.5 (Great) |
| Piero Scaruffi          | [ 4 ]       |
| Dizionario del Pop-Rock | [ 5 ]       |
| 24.000 dischi           | [ 6 ]       |

Unicorn è il terzo album in studio del gruppo folk psichedelico inglese Tyrannosaurus Rex, poi chiamato T. Rex. Il disco è uscito nel 1969.

## Tracce

### LP
Lato A
Testi e musiche di Marc Bolan.
1. Chariots of Silk – 2:28
2. 'Pon a Hill – 1:14
3. The Seal of Seasons – 1:47
4. The Throat of Winter – 1:57
5. Cat Black (The Wizard's Hat) – 2:50
6. Stones for Avalon – 1:36
7. She Was Born to Be My Unicorn – 2:35
8. Like a White Star, Tangled and Far, Tulip That's What You Are – 3:45

Lato B
Testi e musiche di Marc Bolan.
1. Warlord of the Royal Crocodiles – 2:09
2. Evenings of Damask – 2:24
3. The Sea Beasts – 2:24
4. Iscariot – 2:50
5. Nijinsky Hind – 2:17
6. The Pilgrim's Tale – 2:04
7. The Misty Coast of Albany – 1:41
8. Romany Soup – 5:39

### CD
Edizione CD del 2004, pubblicato dalla A&M Records (982 251-1)
Testi e musiche di Marc Bolan.
1. Chariots of Silk – 2:28
2. 'Pon a Hill – 1:14
3. The Seal of Seasons – 1:47
4. The Throat of Winter – 1:57
5. Cat Black (The Wizard's Hat) – 2:50
6. Stones for Avalon – 1:36
7. She Was Born to Be My Unicorn – 2:35
8. Like a White Star, Tangled and Far, Tulip That's What You Are – 3:45
9. Warlord of the Royal Crocodiles – 2:09
10. Evenings of Damask – 2:24
11. The Sea Beasts – 2:24
12. Iscariot – 2:50
13. Nijinsky Hind – 2:17
14. The Pilgrim's Tale – 2:04
15. The Misty Coast of Albany – 1:41
16. Romany Soup – 5:39
17. Pewter Suitor (Single 'A' Side) – 3:10 – Traccia bonus
18. King of the Rumbling Spires (Single 'A' Side) – 2:08 – Traccia bonus
19. Do You Remember (Single 'B' Side) – 2:15 – Traccia bonus
20. 'Pon a Hill (Take 1) – 1:14 – Traccia bonus
21. The Seal of Seasons (Take 1) – 1:40 – Traccia bonus
22. The Throat of Winter (Take 1) – 1:46 – Traccia bonus
23. She Was Born to Be My Unicorn (Take1) – 2:38 – Traccia bonus
24. Warlord of the Royal Crocodiles (Take 1) – 2:11 – Traccia bonus
25. Evenings of Damask (Take 5) – 2:16 – Traccia bonus
26. Iscariot (Take 3) – 1:56 – Traccia bonus
27. The Misty Coast of Albany (Take 1) – 1:40 – Traccia bonus
28. Romany Soup (Take 2) – 1:40 – Traccia bonus
29. Pewter Suitor (Take 1) – 3:16 – Traccia bonus
30. King of the Rumbling Spires (Take 7) – 2:45 – Traccia bonus
31. Do You Remember (Take 3) – 2:17 – Traccia bonus

## Formazione
- Marc Bolan - voce, chitarra, harmonium, organo, fonofiddle
- Steve Peregrin Took - bongos, accompagnamento vocale-cori, tamburo parlante, basso, chitarra, piano

Altri musicisti
- Tony Visconti - piano (brano: Cat Black (The Wizard's Hat))

Note aggiuntive
- Tony Visconti - produttore
- Registrazioni effettuate al Trident Studios di Londra, Inghilterra
- Malcolm Toft e Rob Cabel - ingegneri delle registrazioni
- John Peel - narratore (Children's Story)
- Pete Sanders - foto copertina album[8]

## Classifica
Album
| Anno | Classifica            | Posizione raggiunta |
| ---- | --------------------- | ------------------- |
| Anno | Official Albums Chart | 12                  |